# Cœur de palmier
 (décembre 2018).
Si vous disposez d'ouvrages ou d'articles de référence ou si vous connaissez des sites web de qualité traitant du thème abordé ici, merci de compléter l'article en donnant les références utiles à sa vérifiabilité et en les liant à la section « Notes et références ».
Ne doit pas être confondu avec Chou palmier.

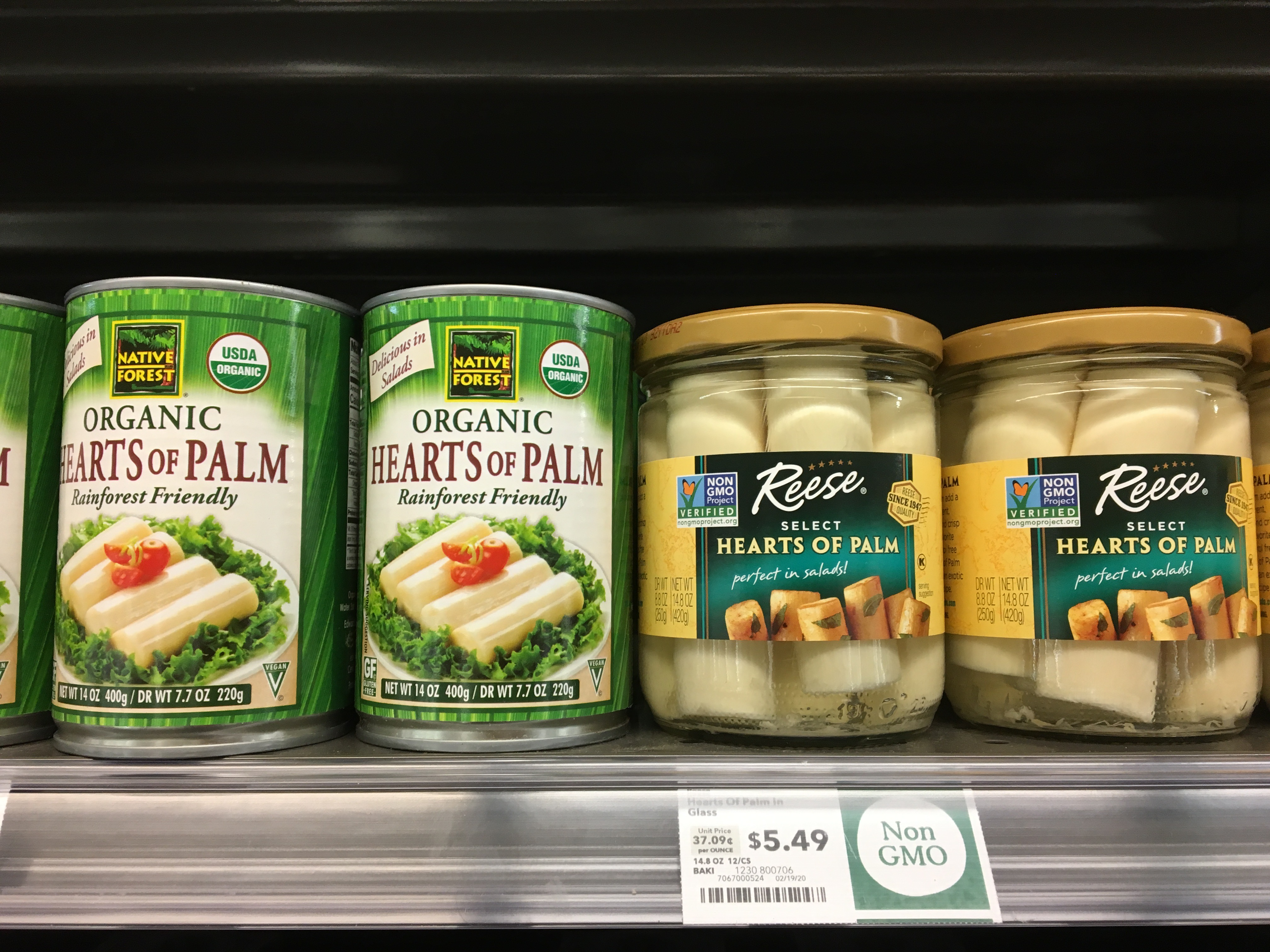
Cœurs de palmier en bocal.

Le cœur de palmier ou chou palmiste, considéré comme un légume, est la partie centrale du stipe des palmiers. Il comporte surtout les ébauches de feuilles (palmes) non encore émergées entourant le méristème terminal. Il est constitué de tissus végétaux de couleur blanchâtre, tendres mais assez fermes, parfaitement comestibles. On l'extrait de la plante en coupant la partie sommitale du stipe et en le fendant ensuite. Il est obtenu à partir d'espèces sauvages ou, plus rarement, cultivées. Cette action a pour effet de tuer immédiatement le palmier ainsi traité.

## Production
Il existe près de 70 espèces (cf. Le Pejibaye - Dr Monique Daubresse 1999) utilisées sur quatre continents qui permettent de produire du cœur de palmier (ou chou palmiste selon les pays). Parmi les palmiers spontanés dont on tire le chou palmiste, on peut citer : 
- Dictyosperma album, le palmiste blanc (Île Maurice) ;
- Acanthophoenix rubra, le palmiste rouge  (Île Maurice, Réunion) ;
- Euterpe oleracea, appelé aussi Pinot, en Guyane française ou l'açaï du Brésil, est un palmier sauvage ;
- Euterpe edulis  aussi (aujourd'hui pratiquement disparu).

Le cœur de palmier est selon le cas produit à partir d'espèces sauvage ou cultivées.
Le cœur de palmier issu de palmier sauvage (Euterpe oleracea ou Euterpe edulis) doit répondre en France aux normes CTCPA qui déterminent les codes d'usages des produits en conserve commercialisés en France. Ces normes ont une valeur réglementaire en France. Dans ces normes il est uniquement fait état des palmiers sauvages, commercialisés depuis 50 ans, et non des espèces cultivées, apparues bien plus tard. Une différence entre le mode d'exploitation des espèces sauvages et celui des espèces cultivées est le niveau de maturité des palmiers au moment de l'exploitation. Sur les palmiers sauvages, seul le bourgeon terminal est cueilli, ce qui permet la naissance d'autres bourgeons sur les espèces cespiteuses, mais sur la majorité des palmiers cela provoque la mort de la plante, car elle ne peut vivre que par ce bourgeon terminal . Les palmiers cultivés sont généralement prélevés en entier, mais cela dépend de la variété.
Visuellement, les cœurs de palmiers sauvages et cultivés se distinguent par leur couleur : le cœur de palmier sauvage est d'une couleur ivoire, tandis que le cœur de palmier cultivé est crème.
Contrairement aux idées reçues, la production de cœurs de palmiers issue des palmiers sauvages ne participe pas à la déforestation de la forêt[Quoi ?] amazonienne. Les entreprises responsables de la transformation des palmiers sauvages en cœurs de palmier, ne sont autorisées à cueillir les palmiers sauvages qu'après avoir obtenu une autorisation de l'autorité forestière. Ainsi, il s'agit de cueillette et non pas de culture[citation nécessaire].
Cependant, la cueillette des cœurs de palmiers sauvages se déroule dans un milieu totalement ouvert où se déroule de l’orpaillage avec le risque prouvé de pollutions au mercure des eaux de surface de la flore de la faune et de ses habitants.   
Est ce pourquoi le plus souvent c'est une production à partir de palmiers cultivés qui est exportée ? 
Cette production de cœurs de palmiers cultivés est en plein développement. Les cœurs préférés de l'industrie sont prélevés sur des sujets âgés de 1 à 3 ans.
La culture et la récolte de cœurs de palmier, même sauvages, peut contribuer à la déforestation, mais de nombreux scénarios durables sont parfaitement possibles. Dans une étude brésilienne de 2022, 2 scénarios de récolte sur 3 sont ainsi durables.

## Pays producteurs
Les principaux pays producteurs du palmier cultivé, (Bactris gasipaes) se situent en Amérique latine.
Le premier producteur mondial est le Brésil, principalement pour servir sa consommation intérieure. Les variétés sauvages initialement exploitées au Brésil sont l' Euterpe edulis (aujourd’hui pratiquement disparu) et l' Euterpe oleracea (l’Açaï) dont la valorisation en cœur de palmier est aujourd’hui  en régression au profit de la production de ses baies dont le marché est en plein développement. Le Brésil s’oriente de plus en plus vers l'exploitation de la variété cultivée Bactris gasipaes ou «  Pupunha ».
Respectivement deuxième et troisième producteurs mondiaux, l’Équateur et le Costa Rica exploitent également l'espèce Bactris gasipaes (« chontaduro » en Équateur et « pejibaye » au Costa Rica). 
Au Costa Rica, l’exploitation des espèces sylvestres locales[Quoi ?] (Euterpe precatoria, Prestoea acuminata et surtout Iriartea deltoidea) est interdite depuis plus de 30 ans pour protéger la biodiversité et ainsi compenser les désastres causés en forêt amazonienne par la surexploitation des variétés sylvestres.
Brésil, Équateur et Costa Rica représentent 90 % de la production mondiale.
Deux sociétés, une au Costa Rica, une en Équateur, fournissent 80 % du marché mondial hors Brésil.
Il existe des productions marginales en Bolivie, au Pérou, au Guatemala et au Guyana (ancienne Guyane Britannique).[citation nécessaire] Depuis 1998, au Guyana, ancienne Guyane Britannique, la totalité de la production est faite en agriculture biologique.[citation nécessaire]

## Pays consommateurs
Au niveau mondial, la France est le deuxième pays consommateur de cœurs de palmier (après le Brésil) mais le premier pays importateur avec 13 448 tonnes nettes en 2014, et, selon une association de producteurs de l'Équateur, actuellement 16 149 tonnes, qui présentent 37% d'importation mondiale.
Sur le continent américain, outre le Brésil qui affiche une consommation supérieure à celle du reste du monde, les pays consommateurs sont l'Argentine, le Chili, le Venezuela, la Colombie, l'Amérique Centrale, le Mexique, les États-Unis dans les États aux populations majoritairement d'origine latino-américaine, et le Canada (principalement la province francophone du Québec).[citation nécessaire]
En Europe, outre la France, qui est le principal importateur, on retrouve parmi les pays consommateurs la Belgique, l'Espagne, l'Italie, le circum mediterraneum (pays asiatiques et africains d’influence occidentale) l'Algérie, l'Israël, le Liban et le Maroc.[citation nécessaire]

## Modes de consommation
Le cœur de palmier se consomme principalement en salades mixtes, mais il existe  une multitude de recettes (généralement dérivées des utilisations indigènes) de plats cuisinés (lasagnes, quiches, gratins, soupes, croquettes, cari, etc.).
Il peut être accommodé après avoir été ébouillanté en sauce blanche, ou après avoir été cuit sous la cendre, mais aussi en achard avec des épices — ou bien, cru et découpé en fines lanières, sous forme de salade. Son goût rappelle celui du cœur d'artichaut.